# Gmina Otllak
Gmina Otllak (alb. Komuna Otllak) – gmina położona w środkowej części Albanii. Administracyjnie należy do okręgu Berat w obwodzie Berat. W 2011 roku populacja gminy wynosiła 9218, 4642 kobiet oraz 4576 mężczyzn, z czego Albańczycy stanowili 79,41% mieszkańców. Przez gminę przepływa rzeka Lapardha, wpadająca do Osum.
W skład gminy wchodzi dziesięć miejscowości: Lapardhaja 1, Lapardhaja 2, Qereshniku, Balibardhë, Dushniku, Morava, Ullinjasi, Vodëz e Sipërme, Orizaj, Otllaku.